# Елк-Гров (Каліфорнія)
Елк-Гров (англ. Elk Grove) — місто (англ. city) в США, в окрузі Сакраменто штату Каліфорнія. Населення — 176 124 особи (2020). Друге за кількістю населення в окрузі.

## Географія
Елк-Гров розташований за координатами 38°24′52″ пн. ш. 121°23′6″ зх. д. / 38.41444° пн. ш. 121.38500° зх. д. (38.414423, -121.384937). За даними Бюро перепису населення США в 2010 році місто мало площу 109,40 км², з яких 109,27 км² — суходіл та 0,13 км² — водойми.

## Демографія
Згідно з переписом 2010 року, у місті мешкало 153 015 осіб у 47 927 домогосподарствах у складі 38 586 родин. Густота населення становила 1399 осіб/км². Було 50634 помешкання (463/км²).
Расовий склад населення:
| - 46,1 % — білих - 26,3 % — азіатів - 11,2 % — чорних або афроамериканців - 1,2 % — вихідців з тихоокеанських островів - 0,6 % — корінних американців - 6,7 % — осіб інших рас |

До двох чи більше рас належало 7,9 %. Частка іспаномовних становила 18,0 % від усіх жителів.
За віковим діапазоном населення розподілялося таким чином: 30,1 % — особи молодші 18 років, 61,6 % — особи у віці 18—64 років, 8,3 % — особи у віці 65 років та старші. Медіана віку мешканця становила 34,3 року. На 100 осіб жіночої статі у місті припадало 93,9 чоловіків; на 100 жінок у віці від 18 років та старших — 89,2 чоловіків також старших 18 років.
Середній дохід на одне домашнє господарство становив 95 403 долари США (медіана — 79 487), а середній дохід на одну сім'ю — 102 181 долар (медіана — 85 473). Медіана доходів становила 61 671 долар для чоловіків та 52 762 долари для жінок. За межею бідності перебувало 10,4 % осіб, у тому числі 14,0 % дітей у віці до 18 років та 6,1 % осіб у віці 65 років та старших.
Цивільне працевлаштоване населення становило 72 268 осіб. Основні галузі зайнятості: освіта, охорона здоров'я та соціальна допомога — 24,7 %, публічна адміністрація — 14,6 %, роздрібна торгівля — 11,1 %, науковці, спеціалісти, менеджери — 9,8 %.

## Найбільші работодавці
Станом на 2010 рік, найбільшими работодавцями міста були:
| #  | Работодавець                      | Кількість працівників |
| -- | --------------------------------- | --------------------- |
| 1  | Elk Grove Unified School District | 5000                  |
| 2  | Apple                             | 1800                  |
| 3  | Kaiser Permanente                 | 1,468                 |
| 4  | Methodist Hospital of Sacramento  | 550                   |
| 5  | ALLDATA                           | 400                   |
| 6  | Cosumnes River College            | 330                   |
| 7  | Walmart                           | 273                   |
| 8  | Bimbo Bakeries USA                | 265                   |
| 9  | Місто Елк-Гров                    | 289                   |
| 10 | Bank of Stockton                  | 237                   |